# نوروزلو (شاهین‌دژ)
نوروزلو(شاهین‌دژ)، روستایی از توابع بخش کشاورز شهرستان شاهین‌دژ در استان آذربایجان غربی ایران است.

## جمعیت
این روستا در دهستان چهاردولی قرار دارد و براساس سرشماری مرکز آمار ایران در سال ۱۳۸۵، جمعیت آن ۲۲ نفر (۴ خانوار) بوده‌است. مردم این روستا از ایل زعفرانلو (زاخورانی) هستند و به زبان کردی کرمانجی که کردی شمالی نیز گفته می‌شود صحبت می‌کنند. مذهب همه مردم روستا شیعه می باشد.